# El Forn de Can Masponç
El Forn de Can Masponç és una edificació del poble de Bigues, al terme municipal de Bigues i Riells, a la comarca catalana del Vallès Oriental. És el sector sud-oriental del terme municipal, a la dreta del Tenes i al sud de Can Masponç, entre les urbanitzacions de la Font del Bou, que queda al sud-est del Forn de Can Masponç, i Font Granada, que en queda a ponent. És al costat i a migdia de Can Roure i a prop i al nord-est de Can Llor, a l'esquerra del torrent de la Font del Bou. És un antic forn de terrissa, pertanyent a la masia de Can Masponç, convertit amb el pas del temps en masia individualitzada.